# Miha Rihtar
Miha Rihtar (* 4. März 1981 in Ljubljana) ist ein ehemaliger slowenischer Skispringer.

## Werdegang
Seinen ersten internationalen Erfolg feierte Rihtar bei der Junioren-Weltmeisterschaft 1997 im kanadischen Canmore. Im Teamspringen von der K89-Schanze gewann er gemeinsam mit Grega Lang, Blaž Vrhovnik und Peter Žonta die Goldmedaille.
Ab Dezember 1997 gehörte Rihtar fest zum slowenischen Kader im Skisprung-Continental-Cup. Am 6. Januar 1998 gab er in Bischofshofen sein Debüt im Skisprung-Weltcup und konnte bereits in diesem ersten Springen mit Platz 22 erste Weltcup-Punkte gewinnen. Eine Woche später sprang er von der Normalschanze in Ramsau am Dachstein noch einmal auf Platz 30 und gewann einen weiteren Weltcup-Punkt.
Bei den Olympischen Winterspielen 1998 in Nagano gehörte er mit nur 16 Jahren zum slowenischen Aufgebot und erreichte von der Großschanze den 34. Platz. Im Teamspringen erreichte er gemeinsam mit Peter Žonta, Blaž Vrhovnik und Primož Peterka den 10. Platz. Nach den Olympischen Spielen sprang er noch drei Jahre im Continental Cup und wurde 1999 noch einmal für das Weltcup-Springen in Planica nominiert. 2001 beendete er seine aktive Skisprungkarriere, nachdem er im Continental Cup mit 88 Punkten nur den 96. Platz in der Gesamtwertung belegen konnte.

## Erfolge

### Continental-Cup-Siege im Einzel
| Nr. | Datum           | Ort    | Typ           |
| --- | --------------- | ------ | ------------- |
| 1.  | 23. Januar 1999 | Gallio | Normalschanze |

## Statistik

### Weltcup-Platzierungen
| Saison  | Platz | Punkte |
| ------- | ----- | ------ |
| 1997/98 | 65.   | 26     |
| 1998/99 | 66.   | 22     |